# Tuncay Süren
Tuncay Süren (* 1. Januar 1987 in Urla) ist ein türkischer Fußballspieler.

## Karriere
Süren kam 1993 in İzmit zur Welt und begann hier mit dem Vereinsfußball in der Jugend von Urla Gençlik Spor 2006 wechselte er in die Jugend von Manisaspor. 2006 erhielt er einen Profi-Vertrag, spielte aber weiterhin für die Reservemannschaft.
Für die Rückrunde der Spielzeit 2007/08 wurde er an Bursa Merinosspor verliehen und zum Saisonende an Adıyamanspor. Ab Sommer 2009 spielte er für eine halbe Spielzeit für Akhisar Belediyespor. Die Spielzeit 2010/12 verbrachte er zur Hälfte bei Karşıyaka SK und zur Hälfte bei Eyüpspor.
Nachdem Manisaspor zum Sommer 2012 den Klassenerhalt in der Süper Lig verpasst hatte, wurde Süren im Kader behalten und nicht erneut ausgeliehen. Erst für die Rückrunde lieh der Verein ihn an den Drittligisten 
Bandırmaspor aus.
Zum Sommer 2013 verließ Süren Manisaspor endgültig und wechselte zum Drittligisten Giresunspor. Mit diesem Klub erreichte er am letzten Spieltag der Saison 2013/14 die Drittligameisterschaft und damit den Aufstieg in die TFF 1. Lig. Im Sommer 2014 wurde sein Vertrag vorzeitig aufgelöst.

## Erfolge
Mit Akhisar Belediyespor
- 2009/10 Vizemeisterschaft der TFF 2. Lig und Aufstieg in die TFF 1. Lig: 2009/10

Mit Giresunspor
- Meister der TFF 2. Lig und Aufstieg in die TFF 1. Lig: 2013/14